# Bactrocera obscurata
Bactrocera obscurata
 es una especie de insecto díptero que Meijere describió científicamente por primera vez en 1911. Esta especie pertenece al género Bactrocera de la familia Tephritidae.  